# Nicolas Šikula
Nicolas Šikula (15 maggio 2003) è un calciatore slovacco, difensore del Dukla B.B..

## Carriera

### Club
Šikula è cresciuto nel settore giovanile del Podbrezová ed ha debuttato in prima squadra il 3 settembre 2021 nell'incontro di 2. Liga vinto 3-0 contro il Šamorín. La stagione seguente, con il club promosso in Superliga dopo aver vinto il campionato, ha giocato con maggior continuità collezionando 30 incontri quasi tutti da subentrante.
Nel 2023 è stato ceduto in prestito per una stagione al Pohronie, ed il 4 dicembre ha trovato i suoi primi gol in carriera realizzando una doppietta contro il Dolný Kubín.
Nel 2024 è stato acquistato a titolo definitivo dal Dukla B.B..

### Nazionale
Ha giocato nelle nazionali giovanili slovacca Under-15, Under-17 ed Under-19.
Nel 2023 è stato selezionato dalla Slovacchia Under-20 per disputare il Campionato mondiale di calcio Under-20 2023.

## Statistiche

### Presenze e reti nei club
Statistiche aggiornate al 1º dicembre 2024.
| Stagione          | Squadra           | Campionato        | Campionato | Campionato | Coppe nazionali | Coppe nazionali | Coppe nazionali | Coppe continentali | Coppe continentali | Coppe continentali | Altre coppe | Altre coppe | Altre coppe | Totale | Totale | Totale |
| Stagione          | Squadra           | Comp              | Pres       | Reti       | Comp            | Pres            | Reti            | Comp               | Pres               | Reti               | Comp        | Pres        | Reti        | Pres   | Reti   |        |
| ----------------- | ----------------- | ----------------- | ---------- | ---------- | --------------- | --------------- | --------------- | ------------------ | ------------------ | ------------------ | ----------- | ----------- | ----------- | ------ | ------ | ------ |
| 2021-2022         | Podbrezová        | 1L                | 4          | 0          | CS              | 0               | 0               |                    | -                  | -                  |             | -           | -           | 4      | 0      |        |
| 2022-2023         | Podbrezová        | SL                | 20         | 0          | CS              | 0               | 0               |                    | -                  | -                  |             | -           | -           | 20     | 0      |        |
| Totale Podbrezová | Totale Podbrezová | Totale Podbrezová | 24         | 0          |                 | 0               | 0               |                    | -                  | -                  |             | -           | -           | 24     | 0      |        |
| 2023-2024         | Pohronie          | 1L                | 20         | 2          | CS              | 2               | 0               |                    | -                  | -                  |             | -           | -           | 22     | 2      |        |
| 2024-2025         | Dukla B.B.        | SL                | 15         | 0          | CS              | 1               | 1               |                    | -                  | -                  |             | -           | -           | 16     | 1      |        |
| Totale carriera   | Totale carriera   | Totale carriera   | 59         | 2          |                 | 3               | 1               |                    | -                  | -                  |             | -           | -           | 62     | 3      |        |

## Palmarès

### Club

#### Competizioni nazionali
- 2. Liga: 1

Podbrezová: 2021-2022